# 鈴木商店

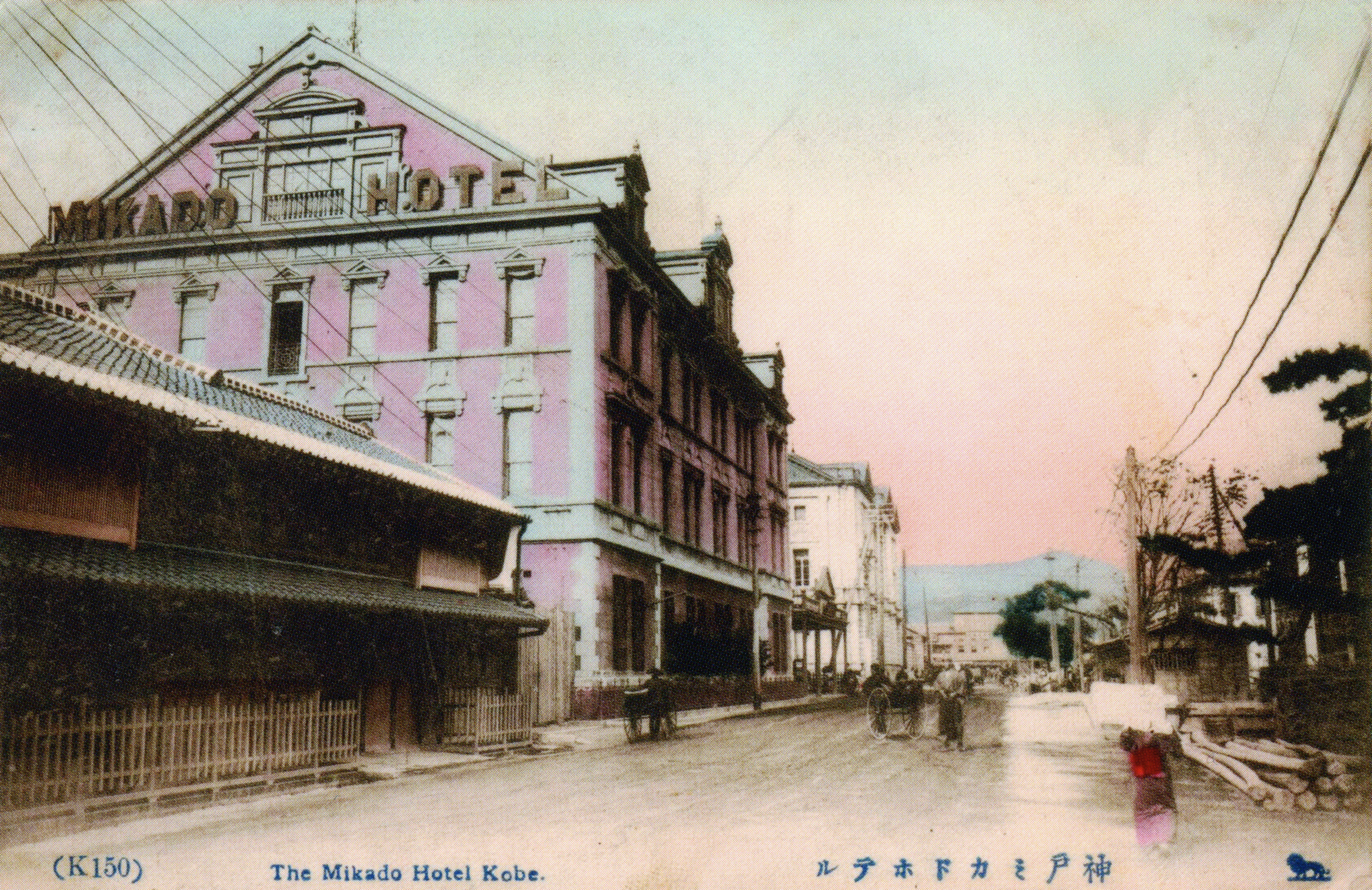
鈴木商店本社屋になる前の旧ミカドホテル（画像は1918年以前）

鈴木商店（すずきしょうてん）は、かつて存在した日本の商社（登記上は現存）。樟脳、砂糖貿易商として世界的な拠点網を確立するとともに、財閥（鈴木財閥）の中核として製糖・製粉・製鋼・タバコ・ビールなどの事業を展開。さらに保険・海運・造船などの分野にも進出し、1915年(大正4年)には貿易年商額が15億4,000万円（当時の国家予算は約7億3,500万円）に達し、1917年（大正6年）には当時の日本の国民総生産（GNP）の1割を売り上げる総合商社となった。1927年（昭和2年）に昭和金融恐慌のあおりを受け、事業を停止した。 
本項目では、鈴木財閥の持株会社である鈴木合名会社の前身企業としての合名会社鈴木商店（1874年 - 1923年）および、合名会社の子会社として設立された株式会社鈴木商店（1923年 - 1945年）の両方について記述する。
ロンドン・バルチック海運取引所で日本企業として2番目の会員企業であった。
事業精算後、双日、豊年製油（現・J-オイルミルズ）、神戸製鋼所、帝人など鈴木商店の流れを汲む会社が日本の大手産業企業となっている。

## 歴史

### 創業期
1874年（明治7年）、兵庫の弁天浜に旧川越藩領出身の鈴木岩治郎が、当時番頭をしていた辰巳屋ののれん分けを許され鈴木商店を開業する。
1886年（明治19年）、のちに鈴木商店を支える金子直吉が鈴木商店に丁稚奉公に入る。順調に売上を伸ばし神戸八大貿易商の一つに数えられるようになる。1894年（明治27年）に鈴木岩治郎が死去。廃業の提案をよそに妻の鈴木よね（米）が金子直吉と柳田富士松の両番頭に委任し事業を継続する。その直後、金子は樟脳の取引で損失を出す。鈴木よねはそのままの体制で経営を続ける。
- 1899年（明治32年）、後藤新平台湾総督府民政長官が目指す樟脳の総督府専売に反対する業者らの団結を、鈴木商店（金子直吉）が切り崩した功績を認められて、台湾樟脳油の販売権を獲得。
- 1902年（明治35年）、出資金50万円を以て合名会社鈴木商店へ組織変更（これまで個人商店だった）。この年、ロンドン、ハンブルク、ニューヨークに代理店を設置。
- 1903年（明治36年）、辰巳屋との協同出資で、大里（現・北九州市門司区）に大里製糖所を設立。
- 1905年（明治38年）、神戸製鋼所の前身の小林製鋼所を買収する[注 1]。
- 1906年（明治39年）、ミカドホテル新館を取得し、本店を栄町通から相生町に移転する（1918年米騒動の際に焼き討ちの標的となった建物）。
- 1907年（明治40年）、大里製糖所を大日本製糖に売却し、見返りに砂糖の一手販売権を取得する。
- 1910年（明治43年）、日沙商会設立
- 1911年（明治44年）、大里に大里製粉所を設立[注 2]。

以降、大正時代には、下記の会社を次々と買収。
- 1915年（大正4年） 播磨造船所、日本金属工業、南洋製糖他
- 1916年（大正5年） 帝国染料他
- 1917年（大正6年） 大田川水電、浪華倉庫、南朝鮮鉄道、信越電力他
- 1918年（大正7年） 日本冶金、旭石油、東洋マッチ、帝国樟脳他。北海道苫前郡羽幌町の石炭の鉱区（後の羽幌炭礦鉄道㈱）を購入する
- 1919年（大正8年） 帝国炭素、国際汽船他
- 1920年（大正9年） 帝人（旧帝国人造絹糸）、新日本火災保険他

### 絶頂期

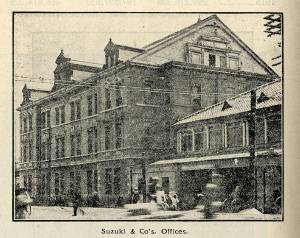
鈴木商店本社（前ミカドホテル、1918年以前）

1914年（大正3年）、第一次世界大戦が始まる。当時、戦争はすぐに終結し戦争被害による影響で物価が下がるというのが大方の見方であった。鈴木商店は海外電報を駆使して戦況を集め物価は高騰するとよみ、イングランド銀行から巨額の融資を受け、世界中で投機的な買い付けを行う。鉄は当然のこと、砂糖・小麦を含め資金の限界まで買い付けを行った。
鉄、小麦、船などについて日本を介さない三国間貿易を始めるなど、独創的な手法で売り上げが急拡大する。この頃、金子直吉はロンドン支店宛ての手紙の中で『この戦乱を利用して大儲けをなし、三井、三菱を圧倒するか、あるいはその二つと並んで天下を三分する』と記している。
1919（大正8年） - 1920年（大正9年）の全盛時代、鈴木商店の売上げは当時の日本の国民総生産（GNP）の1割に相当する16億円に達し、三井物産や三菱商事を遥かに上回っていた。当時のスエズ運河を通過する船の一割は鈴木商店所有といわれた。第一次世界大戦での塹壕の土嚢には鈴木商店のロゴ（菱形にSUZUKIの略記「SZK」）の入った小麦袋が大量に使われたという。資金を提供していたのは台湾銀行であった。
1918年（大正7年）7月23日から始まった米騒動の際に大阪朝日新聞は、鈴木商店は米の買い占めを行っている悪徳業者であると攻撃した。これにより、鈴木商店は米価の高騰に苦しむ民衆の反感を買い8月12日に焼き打ちされた。事件を再調査した城山三郎は、当時の鈴木商店が米を買い占めていた事実はなく、焼き打ちは大阪朝日新聞が事実無根の捏造報道による「風評被害」であり、鈴木商店と対立していた三井と朝日の「共同謀議」という仮説を立て、ノンフィクション小説『鼠 鈴木商店焼打ち事件』として発表している。この時、金子直吉の首に10万円の賞金が掛けられたと言われている。

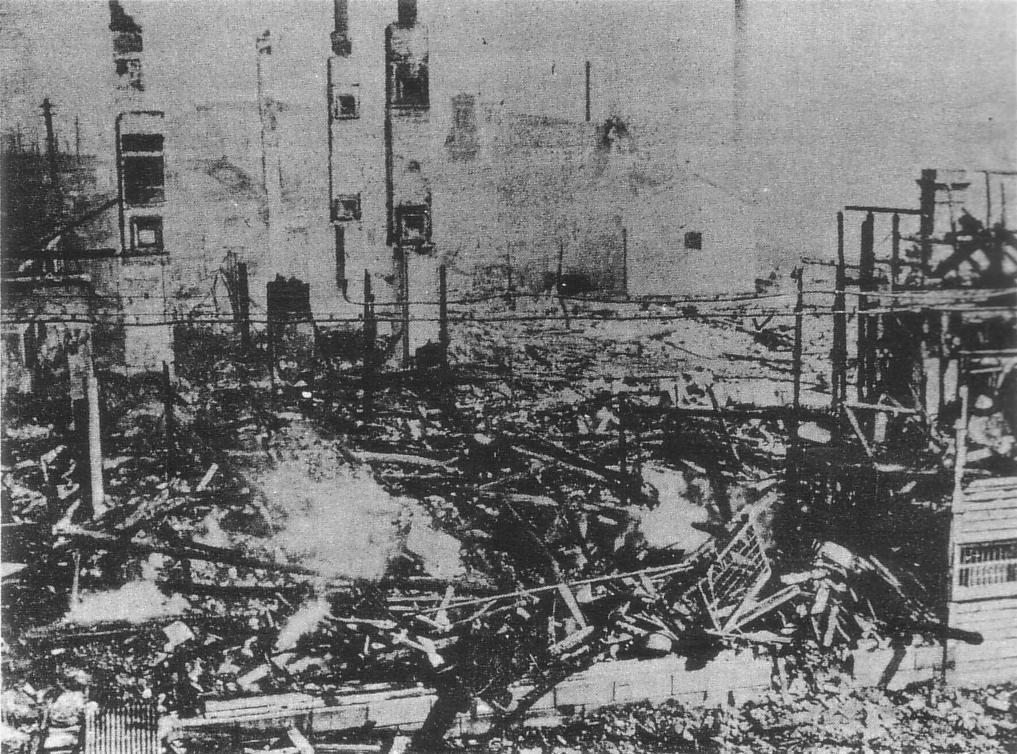
米騒動により焼き打ちされた鈴木商店本店（1918年8月）

### 転換期
第一次世界大戦後の反動で株価、工業製品価格、船舶運賃が軒並み下落した。鈴木商店は株式を上場せずに銀行からの借り入れのみで運転資金を賄っていたため、大きな打撃を受けることになった。鈴木商店の資本金1億3000万円に対し借入金が10億円を超えていた。
1923年（大正12年）3月14日、持株会社制へ移行するため商号を合名会社鈴木商店から鈴木合名会社へ改め財閥本社とし、新たに株式会社鈴木商店を設立して全事業を分社化した。これはそもそも台湾銀行側が金子を鈴木合名会社の子会社となる商社部門（株式会社鈴木商店）に閉じこめ、その後目の届かないところで親会社（鈴木合名会社）傘下の不採算会社を整理しようと企んで提案したことであったが、金子が株式会社鈴木商店の専務取締役になると同時に鈴木合名会社の無限責任社員にもなってしまったため結局その企みは頓挫した。
1923年（大正12年）9月1日、関東大震災が発生すると、政府は震災手形割引損失補償令を公布。これは震災前に銀行が割り引いた手形のうち決済不能になった損失を日本銀行が補填するというものであった。この制度成立には金子から政治家への働きかけがあったといわれている。鈴木商店と台湾銀行はこの制度を利用し、損失の穴埋めを行う。政府も震災手形を使った鈴木商店の損失処理を黙認する態度をとっていた。1926年（大正15年）12月末の震災手形の合計2億680万円のうち台湾銀行は1億4万円で48%を占め、その台湾銀行の手形のうち7割が鈴木商店のものであった。鈴木商店の震災手形の総額は現代の物価に換算すると438億3752万8千円という巨額であった。

### 終焉期
1927年（昭和2年）3月、当時の大蔵大臣・片岡直温の「とうとう東京渡辺銀行が破綻した」との失言（片岡の発言時点では東京渡辺銀行はまだ破綻していなかった）により東京渡辺銀行は実際に破綻、他行でも取り付け騒ぎが発生する。同年3月27日、台湾銀行は鈴木商店への新規融資の打ち切りを通告。系列化していた鳥取発祥の第六十五銀行に鈴木商店を支える体力はなく資金調達が不能となり、同年4月5日、鈴木商店は事業停止・清算に追い込まれた。
同年4月4日に鈴木商店との絶縁を宣言した第六十五銀行であったが、鈴木商店倒産のあおりを受け、同年4月8日から帳簿整理を理由に臨時休業に追い込まれた。営業休止は台湾銀行の台湾以外の店舗にも波及した。第六十五銀行は翌1928年（昭和3年）10月に神戸銀行（現三井住友銀行）の源流となる神戸岡崎銀行に営業譲渡のうえ清算された。
商社部門は1928年（昭和3年）、金子の部下だった高畑誠一を中心に鈴木商店の子会社だった日本商業会社を日商と改め再出発を図る。金子は、同じく鈴木商店の子会社だった太陽曹達を太陽産業（1949年（昭和24年）解散。太陽鉱工の前身）と改め持株会社とし、同社の相談役として鈴木家の再興を図った。一時は神戸製鋼所を系列に持つなどした。この他の鈴木商店の関連会社のほとんどは鈴木商店を当時目の敵にしていた三井財閥の系列に統合されていった。

### 事業停止後
「株式会社鈴木商店」と持株会社の「鈴木合名会社」は1933年に負債を完済した。株式会社鈴木商店は1945年10月20日に解散し、その後、清算手続きに入ったが、清算の終了を意味する「結了」がなされていない。1974年10月1日、職権により登記用紙が閉鎖されているものの、登記上は両社とも現存する。鈴木よねの曾孫で太陽鉱工社長の鈴木一誠は、鈴木商店が登記上現存することは知っていたが、企業としての鈴木商店の復活は考えていないという。
後述のように鈴木商店の流れをくむ企業は多く、その中で商社の双日は社史サイトで鈴木商店に関連する動きを21世紀でも紹介している。2014年には、有志（OBや関係者が1961年に発足させた「辰巳会」）によるウェブサイト「鈴木商店記念館」が発足。2017年7月7日には神戸市中央区栄町通7丁目の鈴木商店本店跡に記念碑が設置され、神戸市に寄贈された。
創業家の鈴木家は、鈴木商店の流れをくむ企業の経営にその後も関わった。2016年に98歳で死去した鈴木治雄は、ニチリン、太陽鉱工などの役員を歴任した。

## 鈴木商店の流れを汲む会社
丸括弧内は旧社名
- 神戸製鋼所
  - 神鋼商事
  - 神鋼環境ソリューション（神鋼フアウドラー→神鋼パンテツク）
  - コベルコ建機 （傘下の油谷重工と合併して独立）
  - 神鋼鋼線工業（日本鉄線鋼索→神戸製鋼所に合併→神鋼鋼線鋼索工業として独立）
  - 神鋼造機 （振興造機）
- シンフォニア テクノロジー（帝國汽船鳥羽造船所→神戸製鋼所造船部電機製作所→播磨造船所を分離→神戸製鋼所鳥羽工場→山田・東京・松阪工場を増設→神鋼電機として神戸製鋼所から企業分割→現社名で神鋼グループから自立[16]）
- 帝人（帝國人造絹絲）
  - ナブテスコ（帝人製機と神戸製鋼所系列のナブコが統合、合併）
  - 帝三製薬（第三製薬）
- サッポロビール/アサヒビール 分割前の大日本麦酒が鈴木系列の櫻麦酒（旧帝國麦酒）を合併。
- J-オイルミルズ（豊年製油→ホーネンコーポレーション→豊年味の素製油）
- 協和キリン（大日本酒類醸造→大日本醗酵工業→日本酒類）[注 6]
- 太平洋セメント（日本セメント）
- IHI 石川島重工業が合併した播磨造船所が鈴木系列（帝國汽船播磨造船所→神戸製鋼所造船部→播磨造船所→石川島重工業と合併→石川島播磨重工業）
- 太陽鉱工（太陽産業）:鈴木よねの子孫が社長を務める。
  - 東邦金属
  - 日本精化
  - ニチリン（鈴木商店のゴム部門が分離独立し日本輪業→日本輪業ゴム→日輪ゴム工業）
- 昭和産業
- 昭和シェル石油（旭石油→昭和石油）
- 三井化学（三井系）源流の一つ東洋高圧（三井鉱山子会社）が鈴木系列のクロード式窒素工業を買収。
- 日油（合同油脂グリセリン→日産化学工業と合併後日本油脂として分社）
- ダイセル（三井系）旧大日本セルロイド創立時に合同した8社の内の日本セルロイド人造絹糸が三菱財閥との合弁。
- 日本化薬（日本火薬製造）
- 双日（日本商業→日商→日商岩井→ニチメンと合併 正確には系列ではなく後身）
  - 日商液化ガス
  - 日本精鉱
- 日本海運（日通系列、旧帝国汽船が旧石原産業系列の海運会社と合併。戦後、日通の子会社へ。）
- 三井住友海上火災保険 三井系の旧大正海上火災保険（後の三井海上火災保険、現・三井住友海上火災保険）が鈴木系列の（新日本火災保険）を合併。
- 三菱レイヨン (東京毛織→新興人絹)
- プルデンシャル ジブラルタ ファイナンシャル生命保険（大正生命保険→旧あざみ生命保険を大和生命保険が吸収合併したが、経営破たんにより外資傘下へ、現・ジブラルタ生命保険。）
- サンデン交通（山陽電気軌道）
- ニップン（旧・日本製粉）（三井系）
- 日工（日本工具製作／1919年）　アスファルトプラント・生コンクリートプラント等の土木用大型プラント、コンベヤ等の産業機械の製造・販売を主体としている。
- 関門製糖 旧門司大里製糖所を設立。
- 日塩（旧 大日本塩業）[17][18]
- 台湾糖業公司（台糖） 台湾で設立した東洋製糖は、大日本製糖と明治製糖への吸収を経て、戦後は共に国営の台湾糖業に接収された [19][20]。
- アルコニックス
- 朝鮮鉄道（南朝鮮鉄道）
- 羽幌炭礦鉄道㈱